# Champ-sur-Layon

Champ-sur-Layon este o comună în departamentul Maine-et-Loire, Franța. În 2009 avea o populație de 999 de locuitori.